# Heinz-Wilhelm Eck
Heinz-Wilhelm Eck (ur. 27 marca 1916 w Hamburgu, zm. 30 listopada 1945 w Hamburgu) – Kapitänleutnant, oficer Kriegsmarine, zbrodniarz wojenny. W 1934 wstąpił do Kriegsmarine i po ukończeniu szkolenia pływał na trałowcach. Od września 1939 do czerwca 1942 dowodził 6. oraz 7. Flotyllą Trałowców. W drugiej połowie 1942 odbył szkolenie w zakresie pływania podwodnego, kursy dowódcze oraz torpedowe. Od listopada 1942 do lutego 1943 przechodził szkolenie dowódcze na U-124. 15 czerwca 1943 objął samodzielne dowództwo U-852 typu IXD-2.
Wzięty do brytyjskiej niewoli 3 maja 1944 po zatopieniu U-852 u wybrzeży Somalii, po wojnie wraz z dwoma swoimi oficerami oskarżony przed Brytyjskim Trybunałem Wojskowym o dokonanie zbrodni wojennej przez rozstrzelanie z broni maszynowej i obrzuceniu granatami ręcznymi rozbitków z greckiego statku „Peleus”. W trakcie procesu Eck nie zaprzeczał oskarżeniom, ale uzasadniał swoje działania koniecznością operacyjną. Linia obrony Ecka opierała się na domniemaniu, że admiralicja brytyjska nie osądziłaby w ten sposób w analogicznych okolicznościach brytyjskiego dowódcy okrętu podwodnego. Obrona usiłowała w tym celu powołać przykład brytyjskiego HMS „Rorqual” (N74) i incydentu z 1941. Brytyjski trybunał odrzucił jednak tę linię obrony, co zdaniem Buscha & Rolla stanowiło pogwałcenie przynależnego Eckowi prawa do sprawiedliwego procesu i wyboru środków obrony według własnego uznania. Heinz-Wilhelm Eck został uznany za winnego i rozstrzelany 30 listopada 1945.